# 高千穂町立上野小学校
高千穂町立上野小学校（たかちほちょうりつ かみのしょうがっこう）は、宮崎県西臼杵郡高千穂町大字上野にある公立の小学校。

## 概要
歴史
1875年（明治8年）創立。現校名となったのは1969年（昭和44年）。2007年（平成19年）からは中学校の校地に新校舎が完成し、移転の上、小中併設校となった。しかし、中学校は2025年（令和7年）3月末をもって閉校したため、再び小学校単独となった。2025年（令和7年）に創立150周年を迎える。
校章
中央に校名の略称である「上小」の文字（縦書き）を配している。
校歌
作詞は谷村博武、作曲は海老原直による。歌詞は3番まであり、各番の歌詞中に校名の「上野小学校」が登場する。
通学区域
- 「大字上野（上野・玄武・黒口・下組）」
- 「大字下野（下野東・下野西）」

中学校区は高千穂町立高千穂中学校。

## 沿革
- 1875年（明治8年）3月15日 - 「上野小学校」が創立。
- 1887年（明治20年）- 小学校令施行により、尋常科（4年制）を設置の上、「尋常上野小学校」に改称。
- 1889年（明治22年） 5月1日 - 町村制施行に伴い、西臼杵郡2村（上野・下野）が合併の上、「上野村」が発足。
- 1892年（明治25年）4月 - 「上野尋常小学校」に改称。
- 1898年（明治31年）4月 - 高等科（4年制）を併置の上、「上野尋常高等小学校」（尋常科4年・高等科4年）に改称。
- 1901年（明治34年）4月 - 併置を解消し、「上野尋常小学校」と「上野高等小学校」に分離。
- 1902年（明治35年）
  - 9月 - 下野尋常小学校を統合。
  - 11月 - 高等科（4年制）を併置の上、「上野尋常高等小学校」（再）と改称。
- 1906年（明治39年）6月 - 上野農業補習学校を併置。
- 1908年（明治41年）4月 - 改正小学校令により、尋常科が4年制から6年制に改められる。これにより、従来の高等科1年を「尋常科5年」に、高等科2年を「尋常科6年」に、高等科3年を「高等科1年」に、高等科4年を「高等科2年」に改組。
- 1910年（明治43年）
  - 4月 - 高等科を3年制とする。
  - 5月 - 町の平に移転を完了。
- 1913年（大正2年）5月 - 尋常科に手工科、高等科に農業科を加設。
- 1917年（大正6年）3月 - 木造校舎1棟を増築。
- 1926年（大正15年）7月 - 上野青年訓練所が併置される。
- 1933年（昭和8年）5月 - 学校後援会が創立。
- 1935年（昭和10年）- 青年学校令施行により、併置の青年訓練充当農業補習学校（公民学校）が「上野青年学校」となる。
- 1941年（昭和16年）4月1日 - 国民学校令施行により、「上野村上野国民学校」と改称。尋常科を初等科に改める。
- 1944年（昭和19年）9月 - 沖縄県などからの疎開児童を収容。
- 1947年（昭和22年）
  - 4月1日 - 学制改革（六・三制の実施）により、国民学校初等科は新制小学校「上野村立上野小学校」に改組・改称。
  - 4月30日 - 国民学校高等科と青年学校普通科が統合の上、新制中学校「上野村立上野中学校」となり、小学校に併設される。
- 1957年（昭和32年）4月 - 鉄筋造校舎1棟（第二棟）が完成。
- 1961年（昭和36年）6月 - 鉄筋造校舎2棟(第一棟・第三棟)が完成。
- 1968年（昭和43年）8月 - 講堂を拡張。
- 1969年（昭和44年）4月1日 - 高千穂町への編入に伴い、「高千穂町立上野小学校」（現校名）に改称。
- 1975年（昭和50年）3月 - 創立100周年記念式典を挙行。
- 1987年（昭和62年）2月 - 体育館が完成。
  - 旧・小学校所在地 - 宮崎県西臼杵郡高千穂町大字上野228番地イ

小中併設
- 2007年（平成19年）12月 - 新校舎への移転を完了。
- 2008年（平成20年）2月 - 新校舎落成式を挙行。
- 2012年（平成24年）9月3日 - 落雷によって施設設備が破損。
- 2013年（平成25年）3月 - 避雷針を設置。
- 2016年（平成28年）4月 - プールを改修。
- 2025年（令和7年）4月1日 - 高千穂町立上野中学校の閉校により、併設を解消し、小学校単独となる。中学校区は高千穂町立高千穂中学校区に変更となる。

## 交通
最寄りのバス停留所
- ふれあいバス上野線 「上野」停留所より徒歩5分。

最寄りの幹線道路
- 国道325号

## 周辺
- 旧・高千穂町立上野中学校（2025年3月閉校）
- 高千穂町役場 上野出張所
- ひのみこ社

## 参考資料
- 「高千穂町史 本編」（高千穂町、1972年（昭和47年）3月30日発行）p.692（上野小学校）